# والت دیزنی هند
والت دیزنی هند (انگلیسی: The Walt Disney Company India) شرکت سرگرمی هندی است، که در سال ۱۹۹۳ توسط شرکت والت دیزنی تأسیس شد.